# Coaxitlán
Coaxitlán är en ort i Mexiko.   Den ligger i kommunen Tlaquiltenango och delstaten Morelos, i den sydöstra delen av landet, 110 km söder om huvudstaden Mexico City. Coaxitlán ligger 822 meter över havet och antalet invånare är 450.
Terrängen runt Coaxitlán är huvudsakligen kuperad, men åt sydväst är den bergig. Coaxitlán ligger nere i en dal. Runt Coaxitlán är det ganska glesbefolkat, med 27 invånare per kvadratkilometer. Närmaste större samhälle är Jojutla, 18,3 km norr om Coaxitlán. I omgivningarna runt Coaxitlán växer huvudsakligen savannskog.